# Мураке
Мураке (кирг. Мураке) — село в Московском районе Чуйской области Кыргызстана. Входит в состав Ак-Сууского аильного округа. Код СОАТЕ — 41708 217 804 06 0.

## География
Село расположено на левом берегу реки Ак-Суу, на расстоянии приблизительно 7 км (по прямой) к юго-западу от села Беловодское, административного центра района. Абсолютная высота — 1020 метров над уровнем моря.

## Население
| Год     | 2009 | 2014 | 2015 |
| ------- | ---- | ---- | ---- |
| человек | 615  | 832  | 851  |